# Sławoborze (gmina)
Sławoborze – gmina wiejska w Polsce położona w północnej części województwa zachodniopomorskiego, w powiecie świdwińskim. Siedzibą gminy jest wieś Sławoborze.
Według danych z 31 grudnia 2016 r. gmina miała 4132 mieszkańców. Natomiast według danych z 31 grudnia 2017 roku gminę zamieszkiwało 4090 osób.
Miejsce w województwie (na 114 gmin): powierzchnia 58., ludność 89.
W 2014 na terenie gminy oddano do użytku dwa prywatne, śmigłowcowe lądowiska: Agro Słowenkowo oraz PRH Słowenkowo.

## Położenie
Gmina jest położona w północnej części województwa zachodniopomorskiego, w północno-zachodniej części powiatu świdwińskiego. Gmina leży na Wysoczyźnie Łobeskiej i Równinie Białogardzkiej.
Sąsiednie gminy:
- Rąbino i Świdwin (powiat świdwiński)
- Białogard i Karlino (powiat białogardzki)
- Gościno i Rymań (powiat kołobrzeski)
- Resko (powiat łobeski)

Do 31 grudnia 1998 r. wchodziła w skład województwa koszalińskiego.
Gmina stanowi 17,3% powierzchni powiatu.

## Demografia
Według danych z 31 grudnia 2016 r. gmina miała 4132 mieszkańców. Gminę zamieszkuje 8,7% ludności powiatu. Gęstość zaludnienia wynosi 21,9 osoby na km².

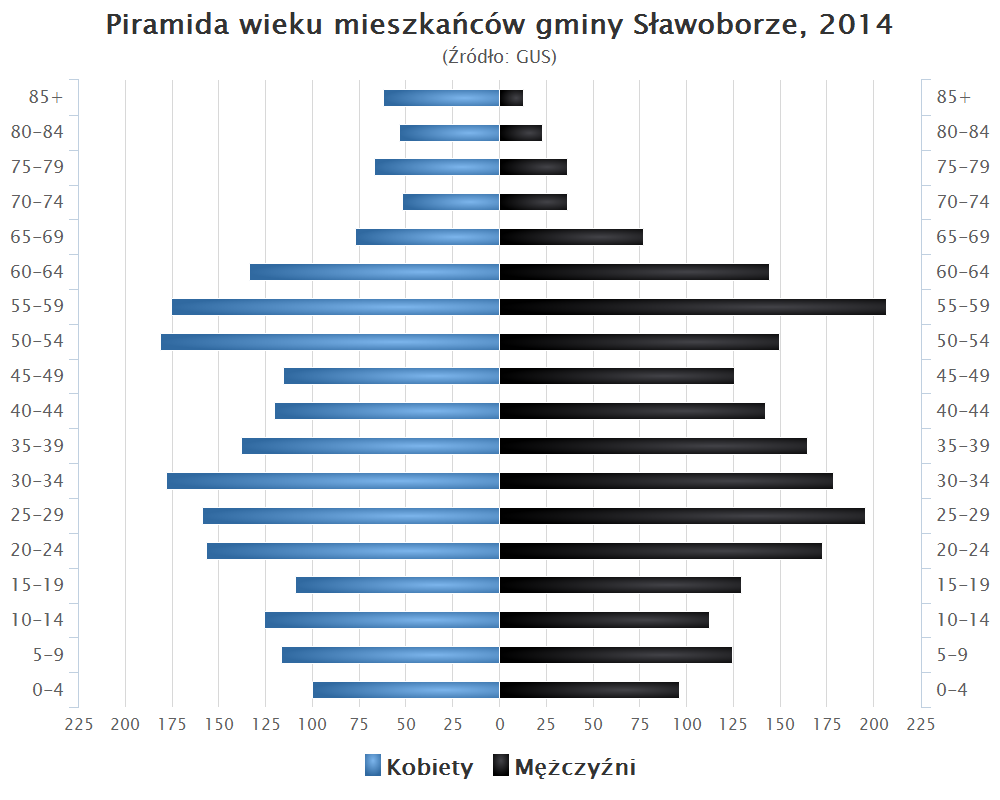
Piramida wieku mieszkańców gminy Sławoborze w 2014 roku

Dane z 31 grudnia 2017 roku.
| Opis                              | Ogółem | Ogółem | Kobiety | Kobiety | Mężczyźni | Mężczyźni |
| --------------------------------- | ------ | ------ | ------- | ------- | --------- | --------- |
| jednostka                         | osób   | %      | osób    | %       | osób      | %         |
| populacja                         | 4 090  | 100    | 2 042   | 49,9    | 2 048     | 50,1      |
| gęstość zaludnienia (mieszk./km²) | 22     | 22     | 10      | 10      | 12        | 12        |

## Przyroda i turystyka
Wschodnią część gminy porasta Puszcza Koszalińska. Niewielką, zachodnią część granicy wyznacza dostępna dla kajaków rzeka Mołstowa (dopływ Regi). W gminie źródło ma także inna rzeka, Pokrzywnica (dopływ Parsęty). Tereny leśne zajmują 52% powierzchni gminy, a użytki rolne 44%.
Największymi atrakcjami turystycznymi na terenie gminy są malownicze tereny nad Zalewem Sidłowo, Zalewem Zagrody, w okolicy Białego Zdroju oraz Torfowiska Poradź, a także pozostałości dawnych parków przypałacowych i dworskich w Krzecku (obecnie Dom Pomocy Społecznej), Słowieńsku, Trzcianie, Lepinie, Rokosowie, czy kościoły w Sławoborzu, Jastrzębnikach, Słowieńsku, Powalicach, Mysłowicach i Rokosowie.

## Infrastruktura i transport
Przez gminę prowadzi nr 162 łącząca Sławoborze z drogą krajową nr 6 (10 km) i Świdwinem (15 km).
Sławoborze uzyskały połączenie kolejowe w 1895 r. po wybudowaniu linii kolei wąskotorowej (rozstaw szyn: 1000 mm) z Gościna przez Lepino Trójkąt. W 1909 r. wybudowano drugą linię (rozstaw toru: 750 mm) z Białogardu Wąsk. do Rarwina. W latach 1945–1950 linia ta była nieczynna. W 1950 r. zmieniono szerokość toru na 1000 mm, a rok później przedłużono go do Lepina Trójkątu. W 1991 r. obydwie linie zostały zamknięte.
W gminie czynny jest 1 urząd pocztowy: Sławoborze (nr 78-314).

## Administracja i samorząd
W 2016 r. wykonane wydatki budżetu gminy Sławoborze wynosiły 15,8 mln zł, a dochody budżetu 16,8 mln zł. Zobowiązania samorządu (dług publiczny) według stanu na koniec 2016 r. wynosiły 1,5 mln zł, co stanowiło 8,9% poziomu dochodów.
Gmina Sławoborze jest obszarem właściwości Sądu Rejonowego w Białogardzie, jednakże sprawy wieczystoksięgowe, sprawy z zakresu prawa karnego, karnego skarbowego i sprawy wykroczeniowe są obsługiwane przez wydziały zamiejscowe sądu w Świdwinie. Sprawy z zakresu prawa pracy oraz sprawy gospodarcze są rozpatrywane przez Sąd Rejonowy w Koszalinie. Gmina jest obszarem właściwości Sądu Okręgowego w Koszalinie. Gmina (właśc. powiat świdwiński) jest obszarem właściwości miejscowej Samorządowego Kolegium Odwoławczego w Koszalinie.
Mieszkańcy gminy Sławoborze razem z mieszkańcami gminy Rąbino wybierają 3 radnych do Rady Powiatu w Świdwinie, a radnych do Sejmiku Województwa Zachodniopomorskiego w okręgu nr 3. Posłów na Sejm wybierają z okręgu wyborczego nr 40, senatora z okręgu nr 99, a posłów do Parlamentu Europejskiego z okręgu nr 13.
Sołectwa w gminie: Biały Zdrój, Ciechnowo, Jastrzębniki, Krzecko, Mysłowice, Poradz, Powalice, Rokosowo, Sidłowo, Sławoborze, Słowenkowo, Słowieńsko i Stare Ślepce oraz Międzyrzecze.

## Miejscowości
WsieBiały Zdrój, Ciechnowo, Jastrzębniki, Kalina, Krzecko, Lepino, Międzyrzecze, Mysłowice, Poradz, Powalice, Rokosowo, Sidłowo, Sławoborze, Słowenkowo, Słowieńsko, Sobiemirowo, Stare Ślepce, Trzciana, Zagrody.
OsadyDrzeń, Krzesimowo, Miedzno, Międzyrzecko, Nowe Ślepce, Pomorce, Pustowo, Sławkowo.